# Hoplia latesuturata
Hoplia latesuturata är en skalbaggsart som beskrevs av Leon Fairmaire 1900. Hoplia latesuturata ingår i släktet Hoplia och familjen Melolonthidae. Inga underarter finns listade i Catalogue of Life.